# Antwerp Port Epic 2018
La 1re édition de l'Antwerp Port Epic a eu lieu le 2 septembre 2018. Elle fait partie du calendrier UCI Europe Tour 2018 en catégorie 1.1. C'est une course dérivée de la Coupe Sels. La course est remportée par le Belge Guillaume Van Keirsbulck (Wanty-Groupe Gobert) qui a parcouru les 206,6 kilomètres en 4 h 55 min 23 s. Il est suivi à 1 min 37 s par l'Estonien Aksel Nõmmela (BEAT Cycling Club) et par le Néerlandais Taco van der Hoorn (Roompot-Nederlandse Loterij).

## Équipes
Vingt-et-une équipes participent à cette course.
| Équipes continentales professionnelles (8)- Roompot-Nederlandse Loterij - Sport Vlaanderen-Baloise - Vérandas Willems-Crelan - Wanty-Groupe Gobert - WB-Aqua Protect-Veranclassic - CCC Sprandi Polkowice - Israel Cycling Academy - Fortuneo-Samsic Équipes continentales (13)- Lviv - AGO-Aqua Service - BEAT Cycling Club - Cibel-Cebon - Delta Cycling Rotterdam - Development Team Sunweb - Marlux-Bingoal - Pauwels sauzen-Vastgoedservice Continental Team - Sovac-Natura4Ever - Tarteletto-Isorex - Differdange-Losch - Telenet-Fidea Lions - Vlasman Track/Road Continental |
| |

## Classement final
La course est remportée par le Belge Guillaume Van Keirsbulck (Wanty-Groupe Gobert) qui a parcouru les 206,6 kilomètres en 4 h 55 min 23 s, soit à une vitesse moyenne de 41,97 kilomètres par heure. Il est suivi à 1 min 37 s par l'Estonien Aksel Nõmmela (BEAT Cycling Club) et par le Néerlandais Taco van der Hoorn (Roompot-Nederlandse Loterij). Sur les cent-vingt coureurs qui ont pris le départ, seuls quarante-trois franchissent la ligne d'arrivée.
| \| Classement général \| Classement général \| Classement général \| Classement général \| Classement général \| \| Coureur \| Coureur \| Pays \| Équipe \| Temps \| \| ------------------ \| ------------------------ \| ------------------ \| --------------------------- \| ------------------ \| \| 1er \| Guillaume Van Keirsbulck \| Belgique \| Wanty-Groupe Gobert \| 4 h 55 min 23 s \| \| 2e \| Aksel Nõmmela \| Estonie \| BEAT Cycling Club \| + 1 min 37 s \| \| 3e \| Taco van der Hoorn \| Pays-Bas \| Roompot-Nederlandse Loterij \| + 1 min 37 s \| \| 4e \| Wesley Kreder \| Pays-Bas \| Wanty-Groupe Gobert \| + 1 min 37 s \| \| 5e \| Jan-Willem van Schip \| Pays-Bas \| Roompot-Nederlandse Loterij \| + 1 min 37 s \| \| 6e \| Sjoerd van Ginneken \| Pays-Bas \| Roompot-Nederlandse Loterij \| + 1 min 37 s \| \| 7e \| Piotr Havik \| Pays-Bas \| BEAT Cycling Club \| + 1 min 47 s \| \| 8e \| Wout van Aert \| Belgique \| Verandas Willems-Crelan \| + 2 min 17 s \| \| 9e \| Joris Nieuwenhuis \| Pays-Bas \| Development Team Sunweb \| + 3 min 57 s \| \| 10e \| Jeroen Meijers \| Pays-Bas \| Roompot-Nederlandse Loterij \| + 4 min 20 s \| |                          |          |                             |                 |
| |                          |          |                             |                 |
| Source : ProCyclingStats |                          |          |                             |                 |
| Classement général |                          |          |                             |                 |
| Coureur | Coureur                  | Pays     | Équipe                      | Temps           |
| 1er | Guillaume Van Keirsbulck | Belgique | Wanty-Groupe Gobert         | 4 h 55 min 23 s |
| 2e | Aksel Nõmmela            | Estonie  | BEAT Cycling Club           | + 1 min 37 s    |
| 3e | Taco van der Hoorn       | Pays-Bas | Roompot-Nederlandse Loterij | + 1 min 37 s    |
| 4e | Wesley Kreder            | Pays-Bas | Wanty-Groupe Gobert         | + 1 min 37 s    |
| 5e | Jan-Willem van Schip     | Pays-Bas | Roompot-Nederlandse Loterij | + 1 min 37 s    |
| 6e | Sjoerd van Ginneken      | Pays-Bas | Roompot-Nederlandse Loterij | + 1 min 37 s    |
| 7e | Piotr Havik              | Pays-Bas | BEAT Cycling Club           | + 1 min 47 s    |
| 8e | Wout van Aert            | Belgique | Verandas Willems-Crelan     | + 2 min 17 s    |
| 9e | Joris Nieuwenhuis        | Pays-Bas | Development Team Sunweb     | + 3 min 57 s    |
| 10e | Jeroen Meijers           | Pays-Bas | Roompot-Nederlandse Loterij | + 4 min 20 s    |